# Sainte-Julie (Ain)
Sainte-Julie ist eine französische Gemeinde mit 1.092 Einwohnern (Stand: 1. Januar 2022) im Département Ain in der Region Auvergne-Rhône-Alpes. Sie gehört zum Arrondissement Belley, zum Kanton Lagnieu und zum Gemeindeverband Plaine de l’Ain.

## Geografie
Die Gemeinde Sainte-Julie liegt am Fuß der südwestlichsten Jura-Ausläufern zwischen den Flüssen Ain und Rhône, etwa 37 Kilometer ostnordöstlich von Lyon in der Landschaft Côtière südöstlich der Dombes.
Umgeben wird Sainte-Julie von den Nachbargemeinden von Chazey-sur-Ain im Westen und Norden, Lagnieu im Osten sowie Saint-Vulbas im Süden.

## Bevölkerungsentwicklung
| Jahr                       | 1962 | 1968 | 1975 | 1982 | 1990 | 1999 | 2006 | 2012 | 2021 |
| Einwohner                  | 273  | 316  | 327  | 331  | 529  | 535  | 787  | 934  | 1090 |
| Quellen: Cassini und INSEE |      |      |      |      |      |      |      |      |      |

## Sehenswürdigkeiten
- Kirche Sainte-Julitte
- Kapelle Notre-Dame-de-Lorette
- Burg Sainte-Julie aus dem 12. Jahrhundert, Monument historique seit 1984

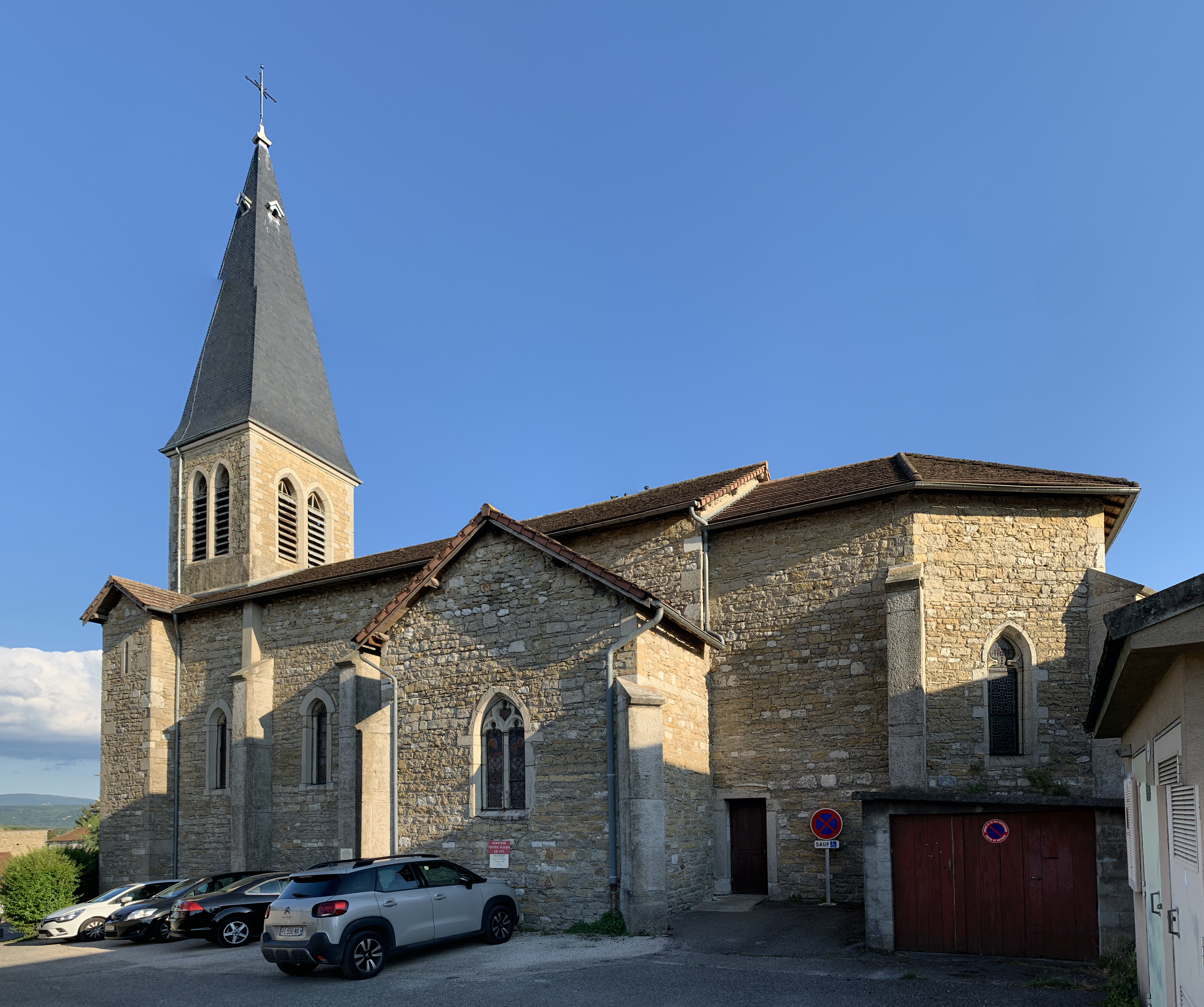
Kirche Sainte-Julitte
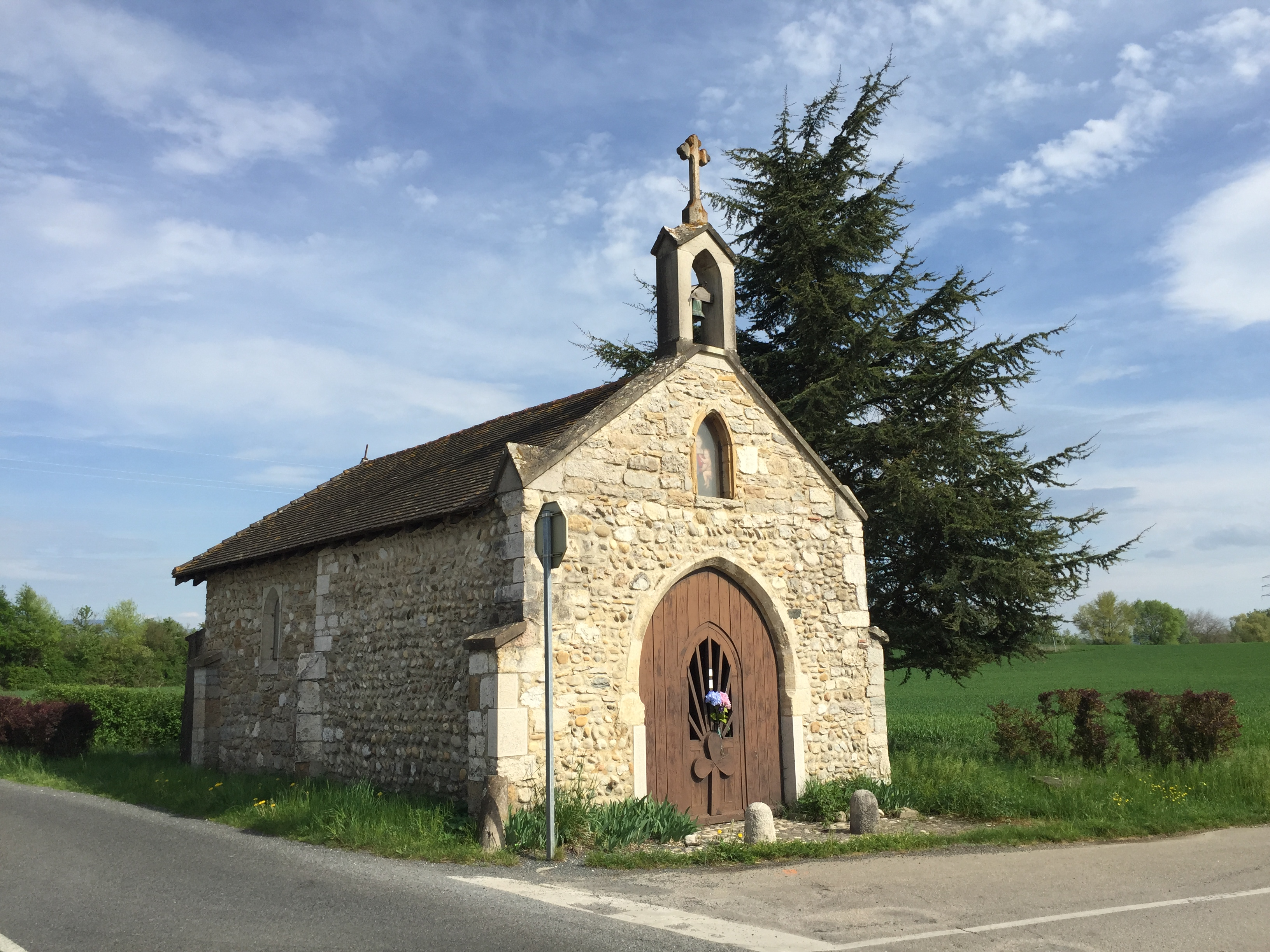
Kapelle Notre-Dame-de-Lorette
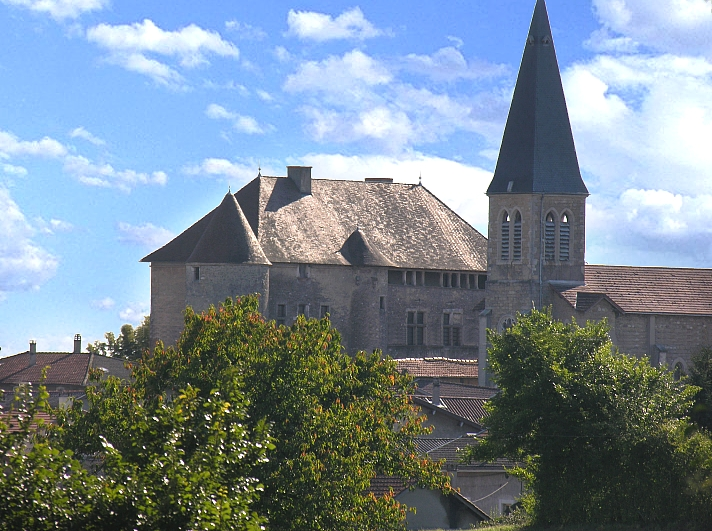
Burg
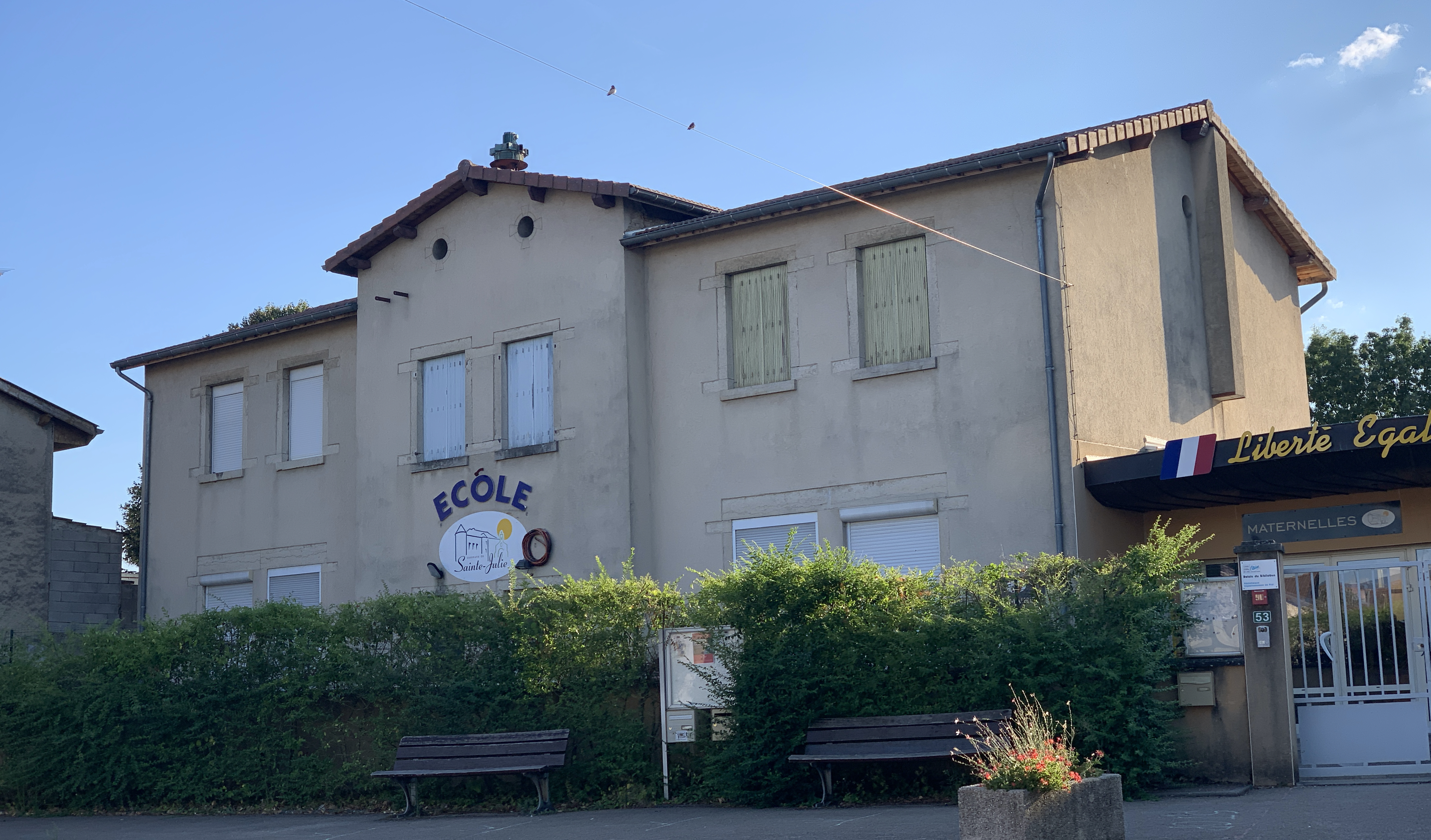
Schule
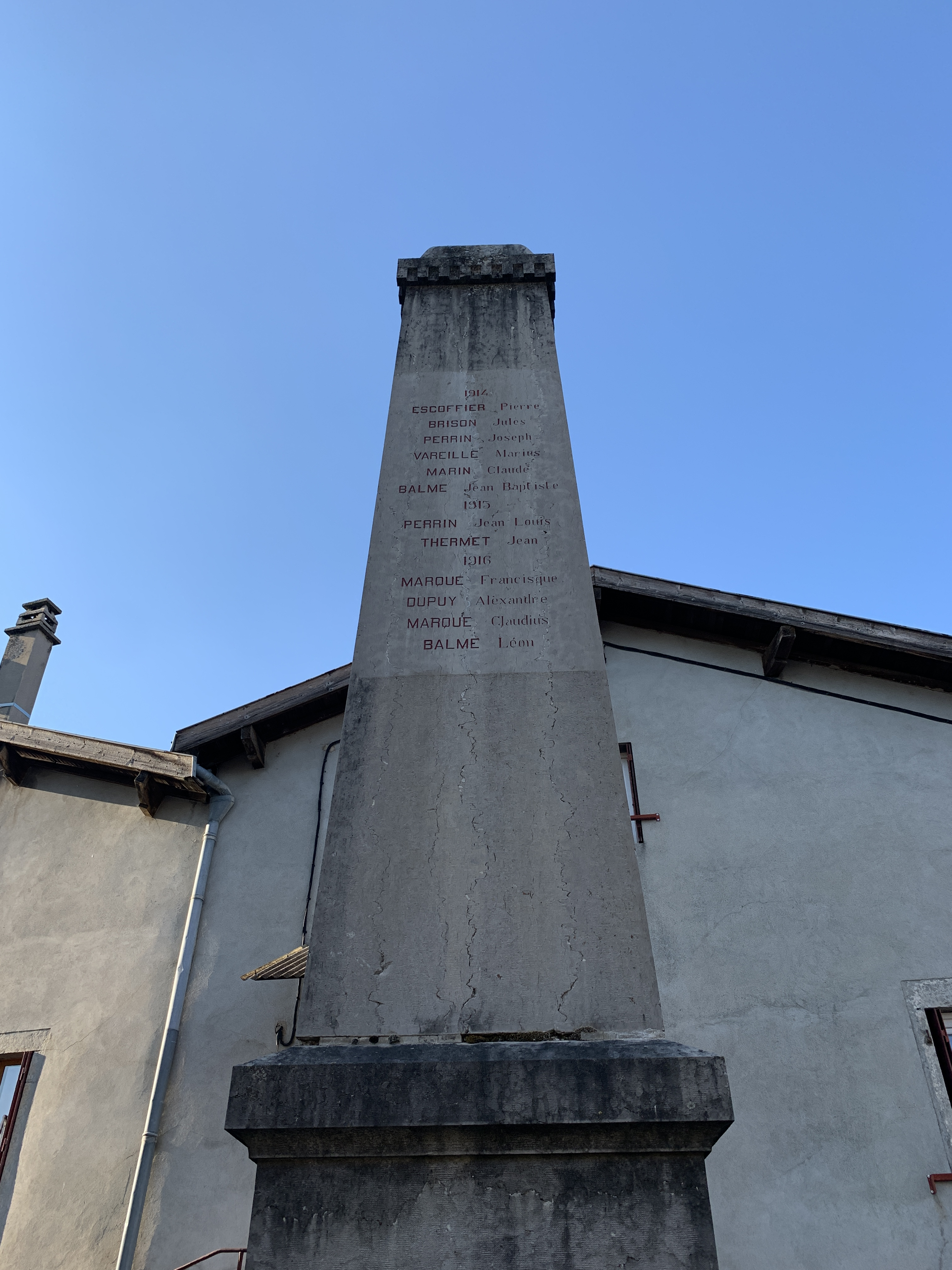
Gefallenendenkmal